# Bataille d'Augsbourg
La bataille d’Augsbourg oppose, en 260, les armées romaines à des Barbares Sénons et Juthunges. Elle n'est connue que par une inscription sur l'autel de la Victoire d'Augsbourg, qui en situe la date, mais ne donne aucun détail sur l'engagement. 

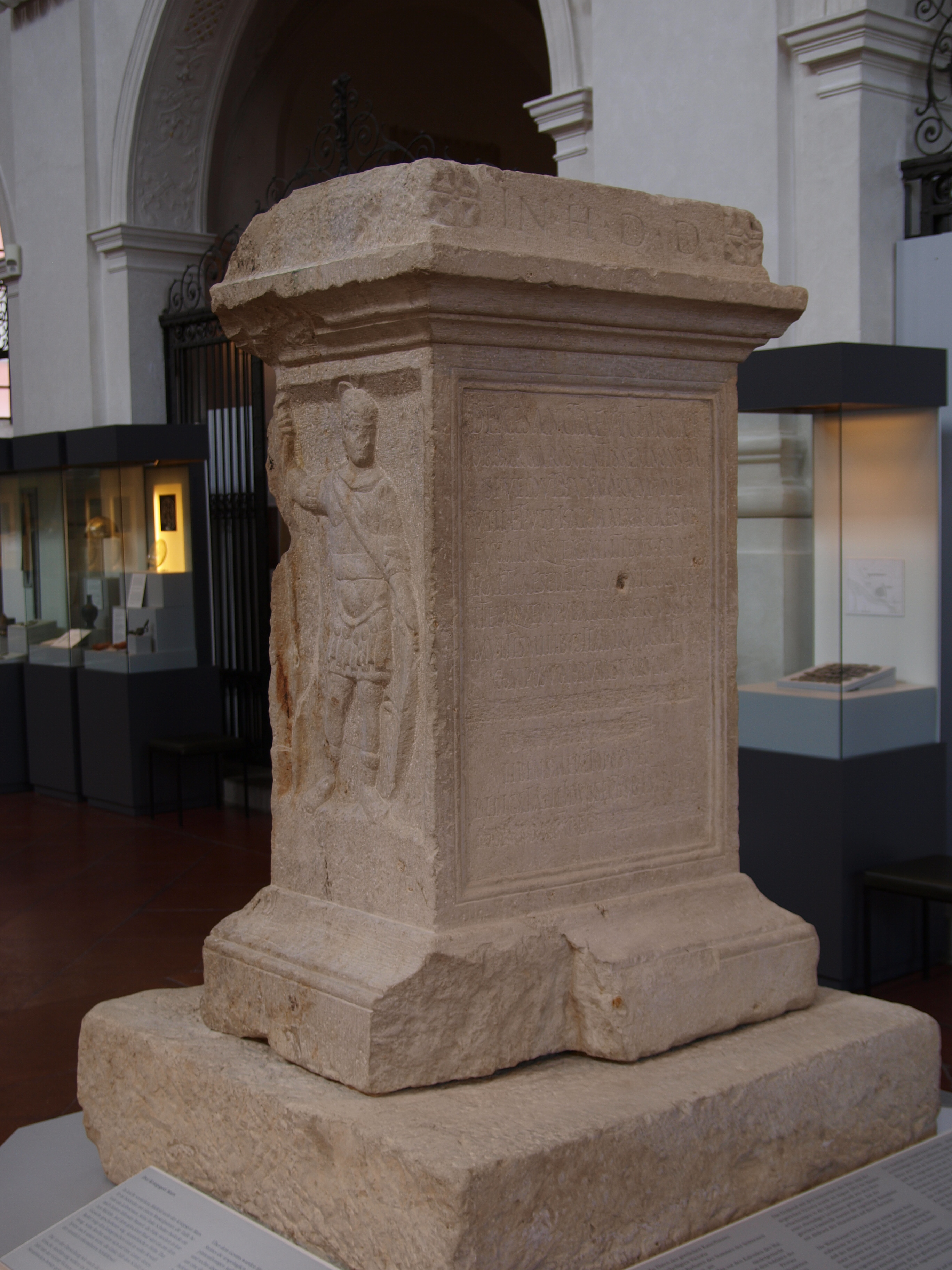
L'inscription d'Augsbourg ayant fait connaître les événements de 260 en Rhétie

Les Senons et Juthunges (de la fédération des Alamans) avaient mené un raid jusqu’en Italie et en revenaient avec du butin, dont des prisonniers destinés à l’esclavage. Sur la route du retour, des troupes romaines commandées par le gouverneur de Rhétie Marcus Simplicinius Genialis, aidées par des troupes de la frontière du Rhin (qui explique peut-être le futur ralliement de Genialis à l'empire des Gaules) et par la population locale, leur infligent une sévère défaite. On connait cet épisode (le terme de bataille est peut-être excessif) par une inscription retrouvée en 1992 près de la ville d'Augsbourg (AE 1993, 1231).